# Tomyris
Tomyris was een koningin van de Massageten, een Scythisch nomadenvolk in Centraal-Azië, ten oosten van de Kaspische Zee. Ze staat vooral bekend als de doder van de Perzische koning Cyrus in 530 v.Chr. De Griekse historicus Herodotus schreef dat, van de uiteenlopende verhalen over de dood van Cyrus, hij die van Tomyris het meest waarschijnlijke vond.

## Tomyris volgens Herodotus
Volgens Herodotus besteeg Tomyris de troon na de dood van haar echtgenoot,  wijlen de koning van de Massageten. De Perzische koning Cyrus stuurde zijn ambassadeurs naar haar toe om haar ten huwelijk te vragen. Tomyris vertrouwde Cyrus niet en meende dat hij slechts op haar land uit was. Ze weigerde zijn ambassadeurs toe te laten, waarop Cyrus naar de Aras marcheerde en een brug liet bouwen voor de oversteek van zijn leger. Tomyris stuurde een boodschapper naar Cyrus en daagde hem uit tot een veldslag. Na overleg met zijn adviseurs nam hij de uitdaging aan.
Cyrus' trouwste adviseur Croesus bedacht een list om Tomyris te verslaan. De Perzen lieten een kampement achter gevuld met drank en spijs, slechts bewaakt door de zwakste soldaten van het Perzische leger. Een regiment, bestaande uit zo'n een derde van het Massagetische leger, veroverde het kampement met gemak en hielden een feestmaal met de aangetroffen buit. Dronken van de wijn vielen de soldaten in slaap. In de nacht werden ze door de Perzen afgeslacht of gevangengenomen; Tomyris' zoon Spargapises was een van de krijgsgevangenen.
Tomyris stuurde opnieuw een boodschapper naar Cyrus en beval met harde woorden de vrijlating van haar zoon:
Breng mijn zoon terug en verdwijn ongedeerd uit het land, zegevierend over een derde van het leger van de Massageten. Weiger, en ik zweer bij de zon, de landsheer van de Massageten, bloeddorstig als u bent, ik zal uw dorst voor bloed lessen.
Cyrus negeerde haar dreigement en Spargapises pleegde zelfmoord in gevangenschap. Tomyris verzamelde haar leger en ging ten aanval. Eerst beschoten de legers elkaar van afstand met pijl-en-boog, daarna bestormden ze elkaar met lansen en dolken. Het Perzische leger werd verslagen en Cyrus sneuvelde na 29 jaar op de Perzische troon. Tomyris doopte het afgehakte hoofd van Cyrus in bloed, waarop ze zou hebben gezegd:
Ik leef en heb u overwonnen in de slag, en toch ben ik door u verwoest, want u heeft mijn zoon met bedrog van mij afgenomen; aldus kom ik mijn dreigement na en les ik uw dorst voor bloed.

## Trivia
- Tomyris komt voor in het computerspel Civilization VI, waar ze de Scythische beschaving leidt.[1]
- Tomiris, een historische actiefilm uit 2019 over het leven van Tomyris.

## Galerij

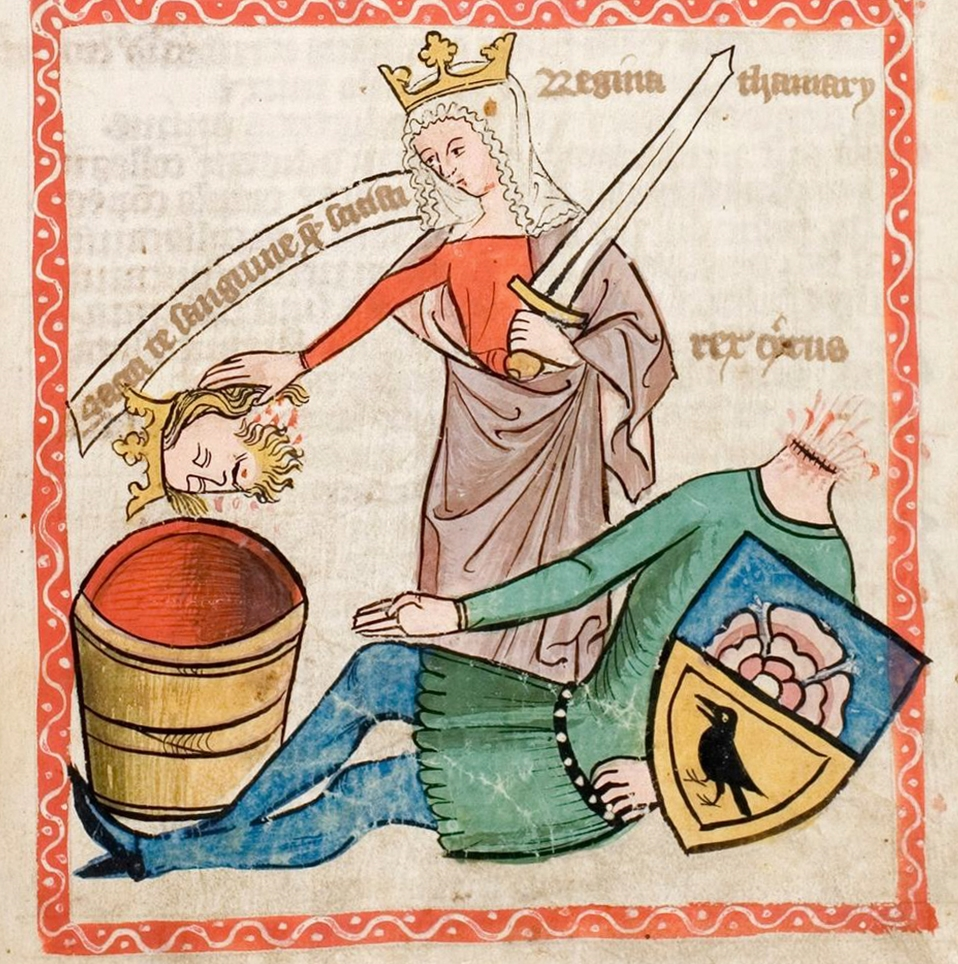
Middeleeuwse voorstelling van Tomyris; anonieme illustratie uit ca. 1360
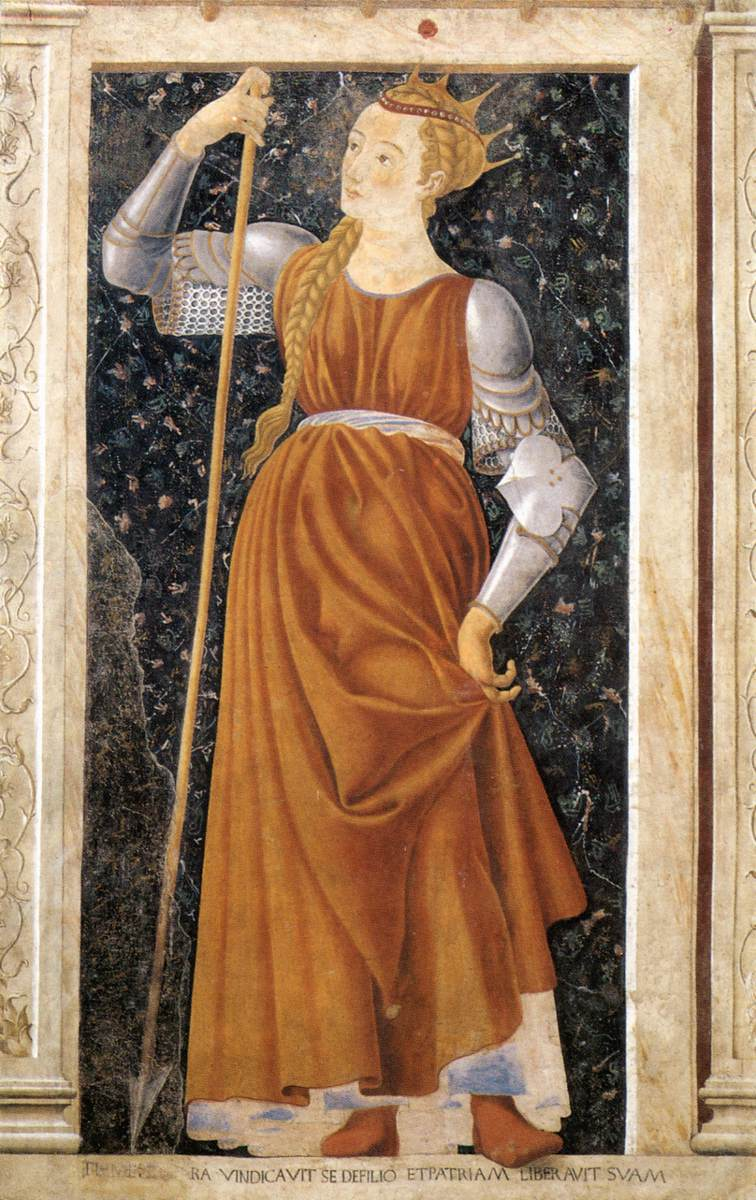
Voorstelling van Tomyris; fresco van Andrea del Castagno uit de 15e eeuw
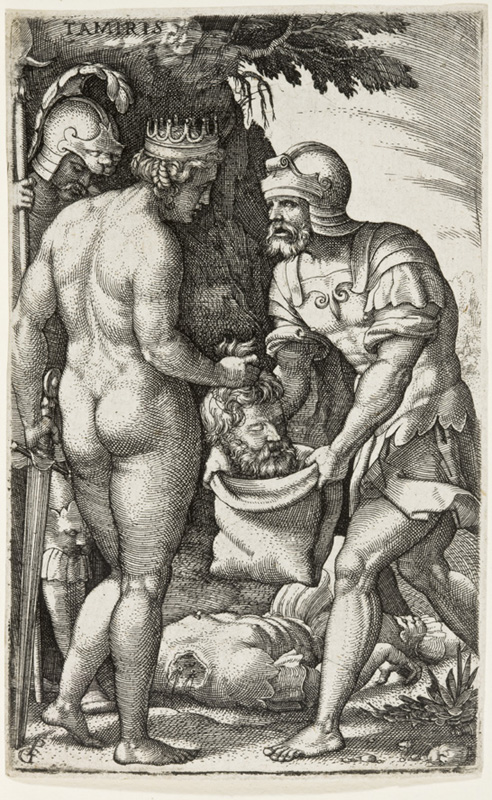
Koningin Tomyris ontvangt het hoofd van Cyrus, koning van Perzië; ets van Georg Pencz uit 1539
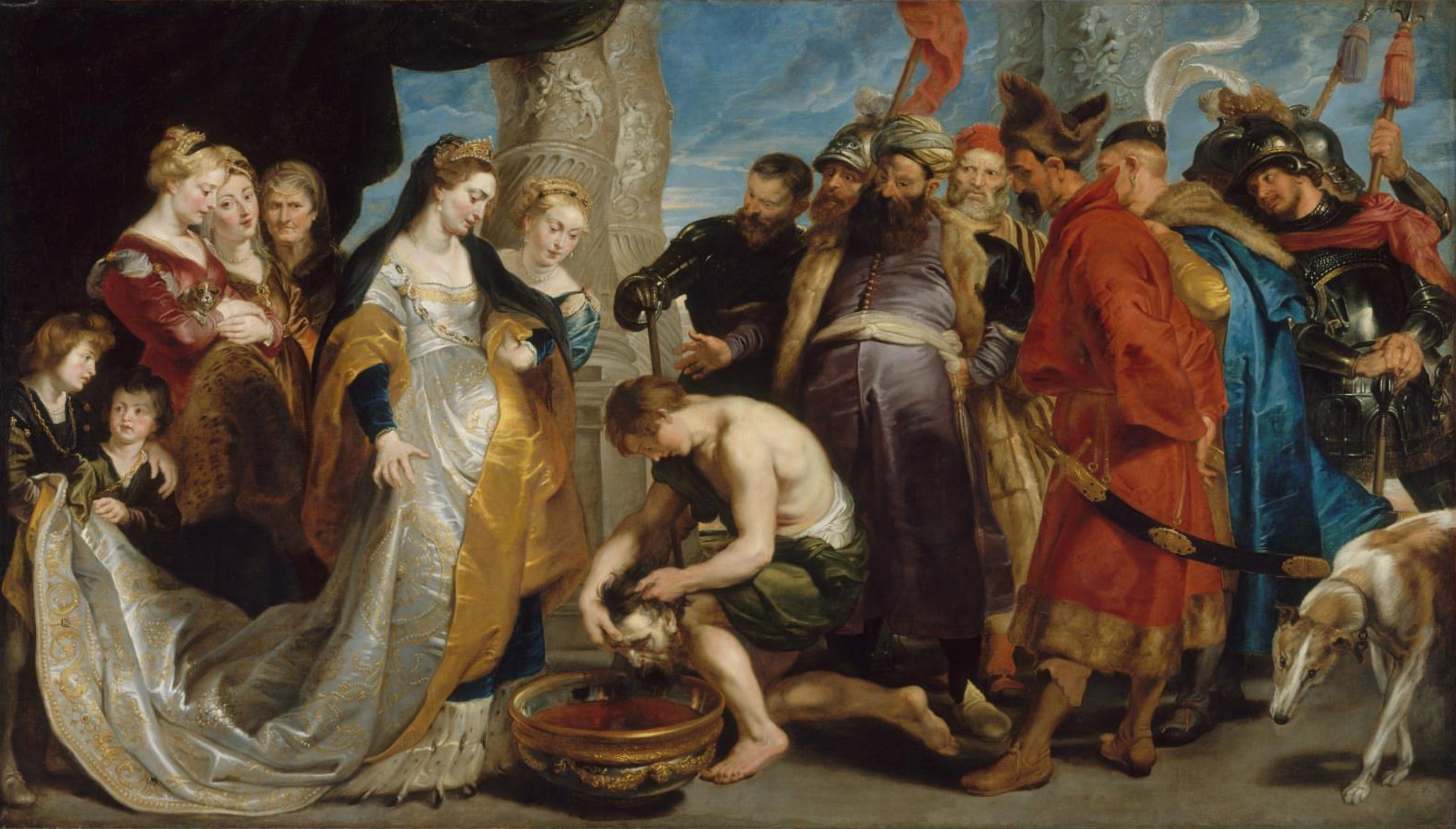
Het hoofd van Cyrus bij koningin Tomyris gebracht; schilderij van Peter Paul Rubens uit 1630
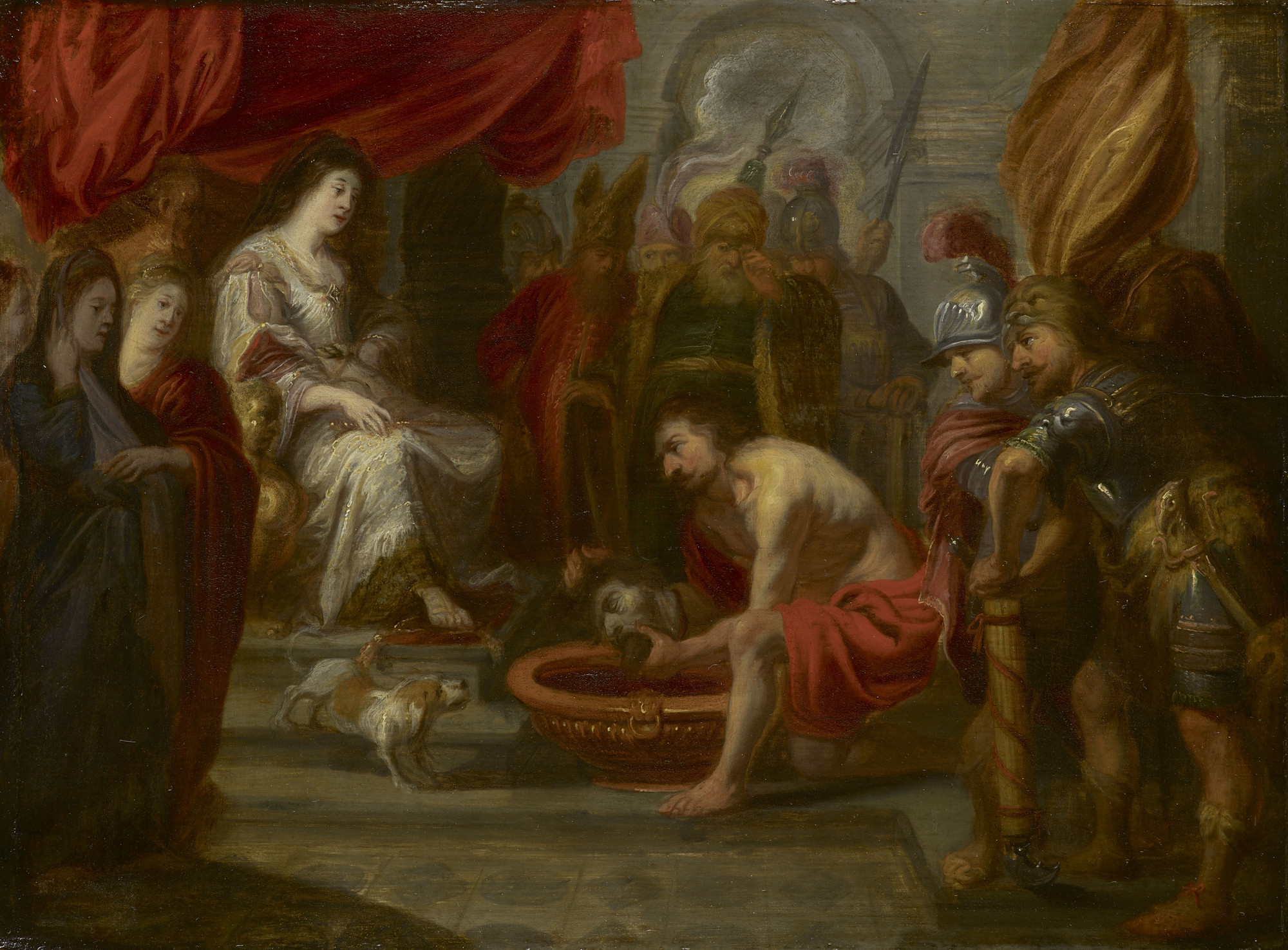
Het hoofd van Cyrus bij koningin Tomyris gebracht; schilderij van Victor Wolfvoet uit de 17e eeuw
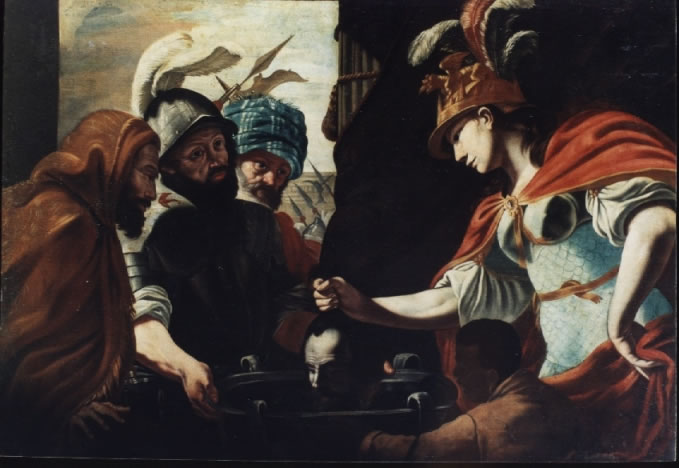
De koningin Tomyris en het hoofd van Cyrus de Grote; schilderij van Mattia Preti uit de 17e eeuw
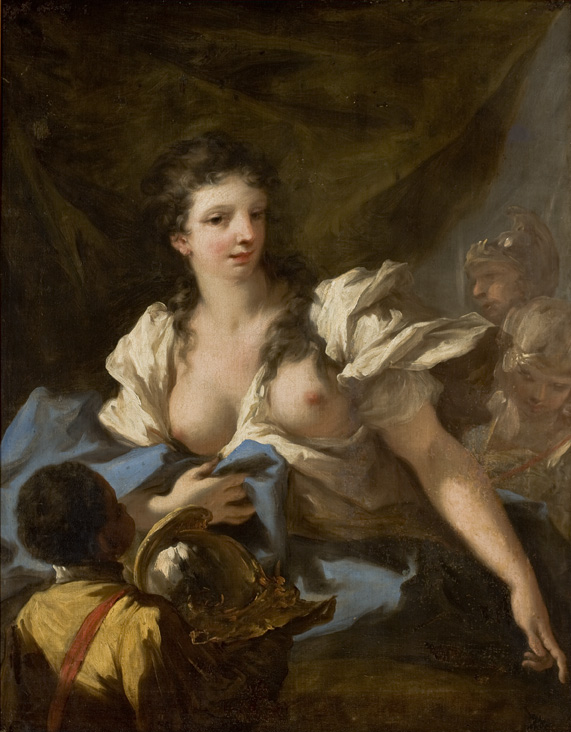
Koningin Tomyris; schilderij van Giovanni Antonio Pellegrini uit 1719-1720